# باربرا شولتز
باربرا شولتز (بالفرنسية: Barbara Schulz)‏ هي ممثلة فرنسية، ولدت في 15 مارس 1972 في تلانس في فرنسا.

## وصلات خارجية
- باربرا شولتز على موقع IMDb (الإنجليزية)
- باربرا شولتز على موقع ألو سيني (الفرنسية)
- باربرا شولتز على موقع ميوزك برينز (الإنجليزية)
- باربرا شولتز على موقع أول موفي (الإنجليزية)
- باربرا شولتز على موقع قاعدة بيانات الأفلام السويدية (السويدية)
- باربرا شولتز على موقع قاعدة بيانات الفيلم (الإنجليزية)
- باربرا شولتز على موقع كينوبويسك (الروسية)